# 楼子营镇
楼子营镇，是中华人民共和国山西省忻州市河曲县下辖的一个乡镇级行政单位。

## 行政区划
楼子营镇下辖以下地区：
楼子营村、河湾村、娘娘滩村、罗圈堡村、大峪村、马连口村、梁家碛村、高峁村、天洼村、大塔村、吴峪村、上南沟村、下南沟村、柏鹿泉村、白洼村、柏树条村和大榆岭村。